# Pipoca da Ivete
Pipoca da Ivete foi um programa de televisão produzido e exibido pela TV Globo aos domingos à tarde em esquema de temporada, ficando no ar de 24 de julho de 2022 a 17 de dezembro de 2023, sob a apresentação de Ivete Sangalo, com criação de Boninho e direção geral e artística de Creso Eduardo Macedo.

## Antecedentes
No dia 13 de junho de 2022, durante a exibição do Mais Você, a apresentadora Ana Maria Braga anunciou que Ivete Sangalo passaria a ser apresentadora de mais um projeto na Globo, sendo exibido nas tardes de domingo, fato este confirmado pela cantora em um vídeo no Instagram, que classificou como "sonho antigo". A escolha de Ivete para ocupar a faixa se deve em grande parte pelo sucesso comercial da cantora e por ser um nome consolidado no cenário musical brasileiro. Além disso, Ivete já comandou o Planeta Xuxa durante a licença-maternidade de Xuxa em 1998, e o Estação Globo, exibido entre 2004 e 2009.  Logo depois, foi anunciado que o programa teria o nome de Mixto Quente, mas que seria diferente do musical de 1986, sendo este semelhante a outros programas já exibidos pela emissora. Em 24 de junho, através de um comunicado a imprensa, é anunciado que o nome do programa passa a ser Pipoca da Ivete.
As primeiras imagens do programa foram disponibilizadas na internet no dia 5 de julho de 2022, confirmando a presença de alguns famosos como os atores Cauã Reymond, Jonathan Azevedo, Paolla Oliveira e Regina Casé, o apresentador Tadeu Schmidt e o cantor Diogo Nogueira. O primeiro teaser foi ao ar no dia 8 de julho, durante o intervalo comercial de Pantanal.

## Formato
1ª Temporada (2022)
A primeira temporada estreou no dia 24 de julho, ficando no ar até o dia 2 de outubro de 2022, substituindo a sétima temporada do The Voice Kids e sendo substituída pela primeira temporada da sitcom Família Paraíso. Nessa fase, o programa é focado em um game show, com a presença do público e de convidados, enfrentando alguns desafios propostos pela cantora, além de quadros fazendo referência à alguns hits de Ivete. A atração também foi expandida com quadros externos, sendo um deles o Me Chama Que Eu Vou (referência ao título e refrão da famosa canção de Sidney Magal), onde Ivete realiza o sonho de um convidado pelo país.
O programa também deu nome a um trio elétrico de Ivete Sangalo, no qual teve a transmissão ao vivo de sua saída pelo Carnaval de Salvador na tarde do dia 16 de fevereiro de 2023 pela TV Globo (minutos iniciais), no Globoplay e na Rede Bahia (da passagem até o fim).
2ª Temporada (2023)
A segunda temporada estreou no dia 17 de setembro de 2023 e ficou no ar até o dia 17 de dezembro de 2023, substituindo a segunda temporada de Família Paraíso e sendo substituída pela Temperatura Máxima. Nessa fase, o programa passou por uma reformulação completa, mas ainda mantendo o formato de game-show, agora focando em versões brasileiras de realitys shows como o Meu Namorado é Melhor, baseado numa atração coreana com duas temporadas, onde oito casais participam da disputa, com os namorados se apresentando cantando algum cover, enquanto que as namoradas fazem as suas apostas em dinheiro, passando pela votação do público onde o mais votado avança de fase e o menos votado é eliminado, fazendo com que o casal perca todo o dinheiro apostado. O programa passa a investir nas interações entre os convidados e matérias externas, o que causou a saída de diversos quadros da temporada anterior, com exceção do Me Chama Que Eu Vou.

## Recepção

### Críticos
Antes da estreia, a atração foi acusada de copiar programas do SBT. O colunista Gabriel Vaquer, do site Notícias da TV, afirmou que o uso de pompons foi inspirado do Programa Silvio Santos, que o programa "tem cara de velho" e tem "risco de fracassar": “As brincadeiras feitas não são exatamente novidade e, em alguns momentos, causaram vergonha alheia”. Nas redes sociais, internautas também apontaram semelhanças ao Passa ou Repassa.
A jornalista Sonia Abrão afirmou que Pipoca da Ivete e Caldeirão com Mion copiaram o programa Domingo Legal. “Mas a Globo está numa fase muito SBT, chupando tudo, até as ideias. Não adianta o Mion falar que é uma homenagem ao Gugu e aos grandes veteranos da TV. [O Toque de Caixa] é o mesmo quadro. Mais nojento ainda. É muita cara de pau”, afirmou ela.
Após a estreia, Leonardo Sanchez, do jornal Folha de S.Paulo, afirmou que o programa era “cringe” e as gincanas “soaram um tanto repetitivas”. Ele acrescentou que os cenários “não tinham conceito, dando um ar barato, de improvisação”. Sanchez elogiou a apresentadora, afirmando que Ivete “é solta, divertida, impulsiva – se permitiu até falar palavrão e fazer brincadeirinhas de cunho sexual em plena tarde de domingo”.
Gabriel Vaquer, após a estreia, declarou que “o grande problema do Pipoca da Ivete é o alto poder de constrangimento do que vai ao ar, com roteiro que deixa tudo bastante engessado”. Ele também elogiou Ivete Sangalo, afirmando ser “uma das figuras mais carismáticas deste país”.
Chico Barney, da Coluna Splash da UOL, destacou que o programa é um convite da Globo "à diversão sem compromisso", além de destacar que o programa pode ser considerado um spin-off do Caldeirão com Mion pela semelhança com algumas provas, mas que "não consegue replicar a mesma experiência redonda do Caldeirão por conta de seus formatos frouxos, sem gatilhos bem definidos para a concatenação da ação". Também destacou que a Batalha de Famílias foi beneficiada pela participação de Tadeu Schimidt, que "deu tudo de si para entreter a nação", mas que a prova do pula-pula (Vizinho Fofoqueiro), não era interessante. O Iveteokê, na opinião do colunista, foi tratado como sem-nexo, além da exaustão à anônimos cantando, algo que é visto no The Voice (Kids e +, que são exibidos aos domingos). O ultimo segmento, que continha a participação de Regina Casé, Jonathan Azevedo, Paolla Oliveira e Diogo Nogueira, deveria ter sido o carro-chefe do programa. Ao concluir, destacou as atuações roterizadas de Ivete acabam ofuscando o carisma da cantora e que o programa seria melhor ao vivo, o que facilitaria para testar o improviso de Ivete quando as coisas saírem do controle e contar com a participação do público de casa.
No final da edição de estreia, Ivete Sangalo agradeceu a quatro pessoas que, segundo ela, lhe inspiraram e incentivaram sua carreira como apresentadora de televisão. Essas pessoas citadas foram:
- Tia Arilma (apresentadora da década de 80 da TV Aratu, á época afiliada a TV Globo)
- Mara Maravilha (que recebeu Ivete em seu programa quando ela tinha apenas 7 anos)
- Xuxa Meneghel (Essa que convidava Ivete com frequência para participar de seus programas de TV, além de convidá-la para lhe substituir no dominical Planeta Xuxa, durante sua licença-maternidade, em 1998)
- Fausto Silva (Que torcia pela cantora e a incentivava para que ela apresentasse um programa de TV)

### Comercial
Perto do início oficial, o programa já havia faturado um total de R$24 milhões só com os patrocínios da Nivea, Perdigão e Yoki, no caso da última, chegou a ser muito comparada pela similaridade dos logotipos em seus produtos, fazendo com que a marca se aproveitasse da repercussão para fazer merchandising no programa.

### Audiência
Antes de sua estreia oficial, o programa foi cercado de expectativas quanto aos seus índices, uma vez que algumas atrações que foram transmitidas nas tardes de domingo como o Zig Zag Arena (2021), Sandy & Júnior: A História (2021, mas exibido como tapa buraco), Popstar (2017-2019), Tamanho Família (2016-2019), Superstar (2014-2016), Divertics (2013-2014) e Esquenta! (2011-2017), acabaram não obtendo êxito em suas exibições, chegando a atingir o segundo lugar em várias ocasiões.
Em seu programa de estreia, cravou 11.9 pontos, com picos de 14 e share de 24.2%, segundo dados consolidados do Kantar IBOPE Media, considerando a Região Metropolitana de São Paulo, ficando na liderança isolada em toda a sua exibição. O SBT registrou 7.1 pontos com o Domingo Legal e a RecordTV 5.7 pontos com o Cine Maior, exibindo Homem Aranha 2. O índice é 10% superior ao da final da sétima temporada do The Voice Kids, além de superar todos os episódios do Zig Zag Arena e elevar em 3% a média vespertina dominical.
Já seu segundo programa registrou 9.5 pontos. Apesar de manter a liderança com folga em toda a sua exibição, a atração havia perdido 20% do público em relação a sua estreia.
Em 4 de setembro de 2022, a atração pela primeira vez é superada pelo Domingo Legal, marcando 9,2 pontos contra 9,7 da concorrente. Na média geral, o programa de Ivete ficou na liderança com 10 pontos. Em toda a sua exibição, oscilou entre os 8 e 10 pontos, perdendo apenas um confronto (apesar de fechar na liderança na média geral). Por conta disso, o programa foi renovado para uma nova temporada em 2023 devido ao sucesso comercial. O último programa da primeira temporada registrou 9 pontos.
A estreia da segunda temporada em 2023 marcou 9.7 pontos, perdendo 19% do público, quando comparado à estreia da primeira temporada. Já seu terceiro episódio acabou assumindo a vice-liderança por 56 minutos registrando 9.2 pontos contra 9.5 do Domingo Legal, que chegou a abrir uma vantagem de 1 ponto. Na média geral, o programa permaneceu na liderança com 9.4 pontos contra 7.6 do seu principal adversário. O quarto episódio registrou apenas 8.5 pontos na média geral, contra 8.3 do SBT, além de ter ficado novamente na vice-liderança no confronto direto contra o Domingo Legal. Em 12 de novembro, registrou o seu pior índice com 7.3 pontos, ficando em segundo lugar por toda a sua exibição. Por conta das constantes derrotas para o SBT e pela rejeição interna e externa, o programa não foi renovado para uma terceira temporada em 2024, deixando a grade após o último episódio da segunda temporada.

## Exibição
| Episódio            | Convidados |                     |
| 1ª temporada (2022) | 1ª temporada (2022) | 1ª temporada (2022) |
| ------------------- | --- | ------------------- |
| 01                  | Tadeu Schmidt, Regina Casé, Jonathan Azevedo, Paolla Oliveira e Diogo Nogueira                                                                                      |                     |
| 02                  | Cauã Reymond, Michel Teló, Thais Fersoza, Marcello Melo Jr. e Jeniffer Nascimento                                                                                   |                     |
| 03                  | Mariana Santos, Dira Paes, Mumuzinho, Ary Fontoura e Erika Januza                                                                                                   |                     |
| 04                  | Família Sangalo, Alexandra Richter, Carla Cristina Cardoso, Bárbara Paz, Paulo Betti, Danilo Mesquita, Marcelo Serrado, Rafa Kalimann, Aílton Graça e Paulo Ricardo |                     |
| 05                  | Marcos Veras, Compadre Washington, Beto Jamaica, Giovanna Lancellotti e Erico Brás                                                                                  |                     |
| 06                  | Fábio Porchat, Psirico, Silvero Pereira, Giovana Cordeiro e Welder Rodrigues                                                                                        |                     |
| 07                  | Alex Escobar, Giovanna Ewbank, Douglas Silva, Gustavo Mioto e Gaby Amarantos                                                                                        |                     |
| 08                  | Ricardo Pereira, Dandara Mariana, Tierry, Xanddy e Carla Perez |                     |
| 09                  | Dani Calabresa, Lúcio Mauro Filho, Gloria Groove, Carolina Dieckmann e Preta Gil                                                                                    |                     |
| 10                  | Ana Clara, Lexa, Maria Beltrão, Leandro Lima e Sheron Menezzes |                     |
| 11                  | Fátima Bernardes, Anavitória, Juliette e Juliana Alves |                     |
| 2ª temporada (2023) | |                     |
| 01                  | Thiaguinho, Anitta, José Loreto e Clara Moneke |                     |
| 02                  | Agatha Moreira, Lulu Santos e Marcos Caruso |                     |
| 03                  | Sandra Annenberg, Carlinhos Brown e Luis Miranda |                     |
| 04                  | Vitória Strada, Xand Avião e Alejandro Claveaux |                     |
| 05                  | Samuel Rosa, Dani Calabresa, Paulo Lessa e Xande de Pilares |                     |
| 06                  | Vitor Kley, Fabiana Karla e Nicolas Prattes |                     |
| 07                  | Péricles, Taís Araújo e Mariana Ximenes |                     |
| 08                  | Pabllo Vittar, Solange Almeida, Alexandre Borges e Renata Ceribelli                                                                                                 |                     |
| 09                  | Naiara Azevedo, Samuel de Assis e Letícia Colin |                     |
| 10                  | Ferrugem, Thati Lopes e Susana Vieira |                     |
| 11                  | Lázaro Ramos e Maiara & Maraisa |                     |
| 12                  | Compadre Washington, Beto Jamaica, Joelma, Chay Suede e Mariana Santos                                                                                              |                     |
| 13                  | Juliana Paes, Aílton Graça e Toni Garrido |                     |
| 14                  | Deborah Secco, Michel Teló e Renata Capucci |                     |

## Quadros

### Primeira Temporada
- Alô Ivete
- Arerê
- Batalha de Famílias
- Câmera do Intervalo
- Cuca Fresca
- Desafio da Bolacha
- Entrevista Carro Velho
- Iveteokê
- Jogo do Sofá
- Me Chama Que Eu Vou
- Robô Letrando
- Tem Gosto de Quê?
- Vale a Pena Rir de Novo
- Vizinho Fofoqueiro

### Segunda Temporada
- Aquela Força
- Enganation
- Me Chama Que Eu Vou
- Meu Namorado é Melhor
- Pipoca do Amor
- Sobe no Trio
- TBT do Pipoca